# Alfonso Montemayor
Alfonso Montemayor (Tampico, 28 de abril de 1922 - León, 23 de noviembre de 2012) fue un futbolista mexicano. Es considerado el Gran Capitán del Club León, formando una extraordinaria pareja en la defensa central con Antonio Battaglia, a quien toda la vida llamó cariñosamente su compadre.

## Trayectoria
Montemayor llegó al Club León junto a Raúl Varela, procedente de su natal Tampico, en agosto de 1944, justo para el debut de los leoneses en la Liga Mayor. Inicialmente ocupaba la posición de delantero, donde llegó a marcar 4 goles en un partido contra el Asturias.
Durante la Copa Mundial de Fútbol de 1950 jugó sólo el partido contra Brasil, en el que la selección mexicana perdió por marcador de 0–4. Montemayor jugó durante las Eliminatorias para la Copa Mundial de la FIFA en el partido contra Cuba (0–3). Padre del locutor José Manuel Montemayor Gómez.
Falleció el 23 de noviembre de 2012.

## Palmarés
| Título                     | Club      | País   | Año     |
| -------------------------- | --------- | ------ | ------- |
| Primera División de México | Club León | México | 1947-48 |
| Campeón de Campeones       | Club León | México | 1948    |
| Primera División de México | Club León | México | 1948-49 |
| Copa México                | Club León | México | 1949    |
| Campeón de Campeones       | Club León | México | 1949    |
| Campeonísimo               | Club León | México | 1949    |
| Primera División de México | Club León | México | 1951–52 |

## Participaciones en Copas del Mundo
| Mundial                        | Sede   | Resultado    |
| ------------------------------ | ------ | ------------ |
| Copa Mundial de Fútbol de 1950 | Brasil | Primera fase |